# Jaap Sickenga
Jaap Sickenga (Haarlem, 14 juli 1918 - Sachsenhausen 11 mei 1942) was student Neerlandistiek, dichter en Nederlands verzetsstrijder  in de Orde Dienst tijdens de Tweede Wereldoorlog.
Sickenga was als student samen met zijn zuster Net Sickenga betrokken bij het verzet. Net Sickenga  hield zich bezig met spionage-activiteten op het militaire vliegveld van Soesterberg, waar ze vliegtuiggegevens opnam en opmetingen deed. Ook hielp ze joodse kinderen onderduiken. Zij woonden in het ouderlijk huis in Bilthoven.
Jaap Sickenga studeerde aanvankelijk in Wageningen en later Nederlandse taal- en Letterkunde in Amsterdam. Vanuit zijn zolderkamer achter de garage van het ouderlijk huis zond hij vanaf het voorjaar van 1941 berichten naar Londen. De radiozender had hij gekregen van een 20-jarige vriend, de adelborst en Engelandvaarder Hans Zomer. Deze was via parachutering vanuit Londen  teruggekeerd naar het bezette Nederland. Op 31 augustus van dat jaar werd de zender echter uitgepeild door de Gestapo. Sickenga en Zomer werden gearresteerd en naar de gevangenis in Scheveningen gezonden, die bekend stond als het Oranjehotel. Vanwege de overbevolking van de gevangenis werd hij met enkele tientallen anderen  overgebracht naar het door de Duitsers als gevangenis gevorderde Derde Minderbroedersklooster te Maastricht, gelegen op een binnenterrein aan de Abtstraat/Patersbaan/Tongersestraat. Daar volgde een rechtszitting, niet voor een burgerlijke rechtbank, maar voor een Duits militair tribunaal (Feldgericht). Met 23 andere verzetsstrijders werd Jaap Sickenga op 22 april 1942 ter dood veroordeeld. Op 9 mei overgebracht naar Sachsenhausen, werden deze 24 mannen op 11 mei 1942 door een vuurpeloton geëxecuteerd. In de literatuur staat dit proces bekend als het OD-proces van Maastricht.
Tussen doodvonnis en vervoer naar Sachsenhausen schreef Jaap Sickenga in de gevangenis een aantal gedichten die hij opdroeg 'aan hen, met wie ik tezamen in Maastricht was'. Deze naar buiten gesmokkelde gedichten werden tijdens de oorlog al illegaal uitgegeven onder de titel Memento vivere en na de oorlog gebundeld onder de titel Tusschen muur en geweerloop en in 1945 als typeschrift postuum uitgegeven door zijn vader.
In 1997 is bij de 55-jarige herdenking van de terechtstelling in 1942 op initiatief van de nabestaanden een plaquette aangebracht op de gevel van het toen op de locatie van het in 1971 gesloopte Derde Minderbroedersklooster aanwezige woonzorgcentrum  Lenculenhof aan de Abtstraat te Maastricht. Bij die gelegenheid is de gedichtenbundel in een nieuwe, beperkte oplage uitgereikt aan de nabestaanden van de groep.Toen een deel van de Lenculenhof werd gesloopt voor nieuwbouw, sneuvelde het monument. 
Omstreeks 2015 is als vervangend monument boven aan de hellende Patersbaan een forse, granieten muur verrezen, met daarop dezelfde tekst als op de vroegere gedenksteen, zij het in iets andere volgorde. Op de oorspronkelijke plaquette stond boven de namenlijst Sickenga's gedicht 'Ons bedreigt 'n andere dood dan 't lood'. Nu staan geheel links de namen van de verzetsstrijders, en geheel rechts het gedicht. In Dagblad De Limburger verscheen omstreeks 2015 een artikel over de onthulling van dit nieuwe monument.